# Höhlenmalerei

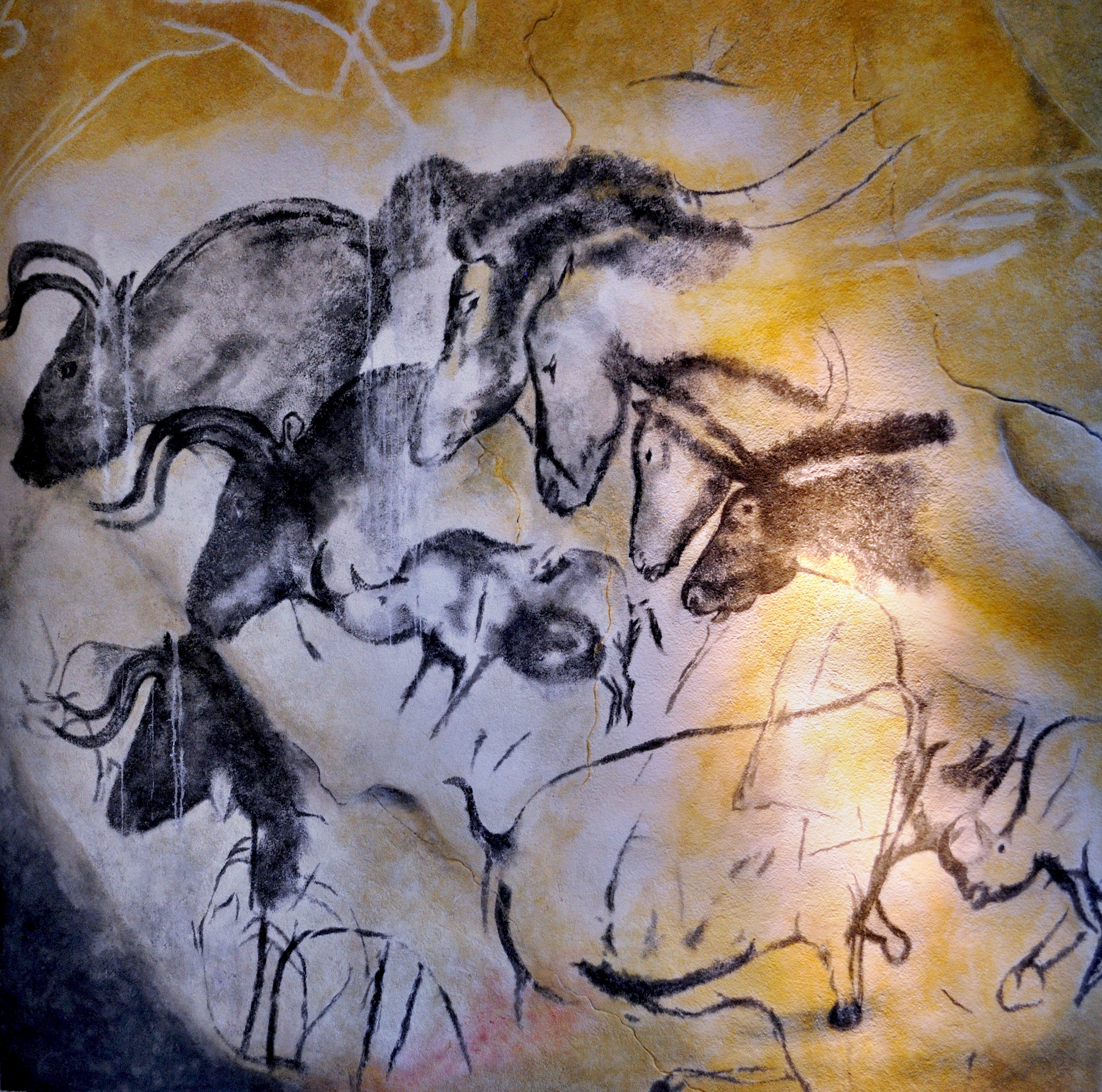
Höhlenmalerei aus der Chauvet-Höhle (Nachbildung) (um 31.000 v. Chr.)

Die Höhlenmalerei bezeichnet eine Art der Malerei, bei dem Felsbilder an Wände von Höhlen oder Abris aufgebracht wurden. Derartige Bilder auf Felswänden innerhalb und außerhalb von Höhlen werden als Parietalkunst (frz. art pariétal „zur Wand gehörige Kunst“, von lat. paries „Wand“) bezeichnet. Die europäischen Höhlenmalereien stammen zumeist aus dem Jungpaläolithikum, von anatomisch modernen Menschen (Cro-Magnon-Mensch).
Die bislang älteste figurative Höhlenmalerei wurde in der Höhle Leang Karampuang im Maros-Pangkep Karst auf Sulawesi (Indonesien) entdeckt, auf ein Alter von 53.500 ± 2.300 Jahren datiert und erstmals 2024 wissenschaftlich beschrieben. Dargestellt sind „menschenähnliche Figuren in Interaktion mit einem Schwein“. Zuvor war 2021 die Abbildung eines lebensgroßen Sulawesi-Pustelschweins aus der benachbarten Leang-Tedongnge-Höhle beschrieben und mithilfe der Uran-Thorium-Datierung auf ein Alter von mindestens 45.500 Jahren datiert worden. In der Höhle Leang Bulu’ Sipong 4, ebenfalls im Maros-Pangkep Karst, befinden sich außerdem Darstellungen von mehreren Tieren und Tier-Mensch-Mischwesen (Therianthropen), ausgeführt mit dunkelrotem Pigment. Das Alter dieser Malereien wird – ebenfalls aufgrund einer Uran-Thorium-Datierung – mit mindestens 43.900 Jahren angegeben; der 2024 publizierten Studie zum Fund in der Höhle Leang Karampuang zufolge könnten sie jedoch mit 50.200 ± 2.200 Jahren deutlich älter sein.
2021 wurden 65.000 Jahre alte Farbschichten in der Cueva de Ardales (in der Gemeinde Ardales, Südspanien) auf das Werk von Neandertalern zurückgeführt. Die überprüften Farbschichten stehen aber nicht im Zusammenhang mit Zeichnungen oder Bildern, sondern sind ganz rudimentäre Felseinfärbungen.
Die ältesten Höhlenmalereien Europas befinden sich in der spanischen El-Castillo-Höhle (ca. 40.000 Jahre BP, frühes Aurignacien) und in dem eingestürzten Abri Castanet in Frankreich (Département Dordogne). Die Malereien aus der Chauvet-Höhle (Département Ardèche) werden auf ein Alter von etwa 32.000 Jahren datiert, die Petroglyphen aus der Grotte von Pair-non-Pair (Département Gironde) auf etwa 30.000 Jahre.
In der franko-kantabrischen Höhlenkunst des Paläolithikums wurde Höhlenmalerei bis zum Magdalénien praktiziert. In einigen Teilen der Erde, zum Beispiel in Südafrika und Australien, ist die Ausmalung von Höhlen bis in die Gegenwart belegt (siehe Fundortliste).

## Altersbestimmung
Höhlenmalerei kann auf verschiedene Weisen datiert werden. Bei allen Datierungsmethoden muss jedoch mit einer gewissen Unsicherheit gerechnet werden.
Unter einer absoluten Datierung (direkte Datierung) versteht man die Datierung von Farbpigmenten wie Holzkohle mit dem Ziel, ein absolutes Datum zu benennen. Das Alter von Höhlenmalereien kann mit einer Variante der Radiokohlenstoffdatierung (AMS-Datierung) ermittelt werden, wofür nur wenige Milligramm Holzkohle oder organischen Farbauftrags des Werkes benötigt werden. Seit 2012 wird auch die Uran-Thorium-Datierung zur Altersbestimmung von Sinterablagerungen auf den Höhlenmalereien verwendet. Das Mindestalter der Höhlenmalerei oder Gravur kann hiermit sehr genau bestimmt werden.
Unter einer relativen Datierung (indirekte Datierung) versteht man die Methode, die Malereien mit den archäologischen Horizonten und den ergrabenen Funden in Beziehung setzen. Diese Methode ist unzuverlässig, da eine Wandmalerei auch früher oder später entstanden sein kann als eine Bodenschicht oder darin gefundene Objekte.
Andere Methoden der relativen Datierung sind:
- die Stilanalyse (siehe Kunststile von André Leroi-Gourhan),
- die Erstellung einer chronologischen Reihenfolge anhand der Überlagerungen von Linien,
- die Analyse der räumlichen Anordnung der Malereien, aus der sich gegebenenfalls eine zeitliche Reihenfolge ableiten lässt.

## Deutung
In der Forschung haben sich verschiedene Deutungsansätze entwickelt (hier nur in einer Auswahl vorgestellt). Die Deutungen enthalten stark spekulative Aspekte und sind miteinander kombinierbar.
Religion
Der Felsbildforscher Jean Clottes sagte in der Sendung Terra X im ZDF: „Die Menschen haben damals aufgrund ihres Glaubens in Höhlen gemalt und graviert. Höchstwahrscheinlich glaubten sie einfach, dass die unterirdische Welt eine übernatürliche Welt ist. In den Grotten glaubten sie Geistern, Göttern, ihren Vorfahren, Verstorbenen zu begegnen. Die Bilder sollten als Mittler zwischen der hiesigen und der jenseitigen Welt dienen.“
Nach Clottes ist die prähistorische Kunst Teil einer schamanistischen Religion. Womöglich waren die Höhlen auch ein Ort für Initiationsriten, nach früherer, inzwischen als überholt geltender Ansicht auch für Jagdmagie.
Zweckfreies Malen
Die Höhlenkunst kann als natürliche Reaktion auf die Umwelt verstanden werden. Die Cro-Magnon-Menschen könnten das Erlebte, ihre Träume und Wünsche in den Bildern verarbeitet haben. Vielleicht wollten sie einfach darstellen, was sie gesehen hatten.
Praktische Zwecke
Die Malereien dienten möglicherweise als Symbolsprache, um Erfahrungen mit Jagdwild, Jagdtechniken oder Wanderrouten von Tieren festzuhalten. Sie könnten auch als Demonstration gedient haben, dass man sich in dieser Höhle befunden hat.
Künstlerischer Ausdruck
Teilweise werden Höhlenmalereien als Kunst in einem dem heutigen Kunstbegriff nahen Sinne verstanden. Diese Deutung ist umstritten. Steven Mithen verweist darauf, dass einige der heutigen Naturvölker Felsmalerei betreiben, ohne ein Wort für „Kunst“ in ihrem Wortschatz zu besitzen.

## Paläolithische Kunststile nach Leroi-Gourhan
Einen ethnologischen beziehungsweise kunsthistorischen Ansatz verfolgte André Leroi-Gourhan (1911–1986) mit der Unterteilung in paläolithische Kunststile I–IV (vom Aurignacien bis zum Magdalénien). Wechsel im Malstil fallen nicht mit dem Wechsel der archäologischen Kulturen zusammen.
Geografisch bezog sich Leroi-Gourhan auf folgende Regionen, die zugleich das Hauptverbreitungsgebiet darstellen: Asturien, Kantabrien, das französische und spanische Baskenland, die Pyrenäen, das rechte Rhoneufer und die Beckenlandschaften der Loire und der Garonne. Eine besondere Stellung nimmt die franko-kantabrische Region ein, die mit ihren noch heute erhaltenen Bilderhöhlen den größten Teil der prähistorischen Kunst stellt. Die Kunst aus Italien und Russland, dort besonders im Ural, wurde von ihm als isolierte Kunstformen angesehen, stellten jedoch um 20.000 v. Chr. eine Einheit mit Mittel- und Westeuropa dar.
Neben der Höhlenmalerei liegt der Stilunterteilung auch die erhaltene jungpaläolithische Kleinkunst zugrunde.
Stil I
Diese Phase ist durch wenige Ritzzeichnungen aus dem Périgord charakterisiert. Dargestellt wurden Tiere wie Pferd und Mammut, die jedoch meist nur durch Rückenlinien oder durch Kopfdarstellungen angedeutet werden. Umrahmt werden diese größtenteils von Strichen oder Punkten. Teilweise lassen sich auch vulvenartige Figuren erkennen. Eine genaue Datierung kann nicht getroffen werden, jedoch gehören die wenigen Exemplare wie die eingravierten Vulven aus La Ferrassie und die Darstellungen eines „Pflanzenfressers“ aus Belcayre (beide Fundstellen in der Dordogne) in die Kulturstufe des Châtelperronien und des Aurignacien.
Stil II
Der zweite Stil beginnt während des Gravettien beziehungsweise Périgordien und erstreckt sich bis zum Solutréen, wobei sich die beiden Phasen II und III kaum voneinander unterscheiden. Leroi-Gourhan nimmt an, dass in dieser Zeit die ersten Heiligtümer mit Malereien und Gravierungen entstanden sind. Überwiegend sind die Darstellungen noch auf Steinplatten in den Eingangszonen oder an den Abriwänden zu finden. Laut Leroi-Gourhan wurden die Malereien zu dieser Zeit noch selten in den „Dunkelzonen“ der Höhlen wie in der Höhle von Gargas angebracht, was jedoch in der folgenden Stilphase immer häufiger auftrat.
Abhängig von der Periode I entwickelte sich ein festes Darstellungsschema: die geschweifte Hals-Rückenlinie. Meist sind die abgebildeten Tiere wie Pferd, Bison und Mammut mit einem übermäßig gekrümmten Vorderteil versehen. Ein bekanntes Beispiel ist die Höhle Pair-non-Pair, die zahlreiche Gravierungen von Pferden und Mammuts enthält. Auch bei den weiblichen Statuetten lässt sich in einem von Spanien bis Russland reichenden Gebiet eine einheitliche Ausführung erkennen. Die Figuren sind alle stilisiert: Das Gesicht und die Arme werden nur angedeutet; die Füße fehlen zum Teil ganz. Besonders detailreich sind Hüften, Bauch, Brüste und Rumpf, die bei allen erhaltenen Figuren – ob als Plastik wie bei der Venus von Dolní Věstonice oder als Relief wie bei der Venus von Laussel – betont werden. Zudem werden auch die ersten Handabdrücke gefertigt, wie zum Beispiel in Gargas und Labatut.
Stil III
Diese Phase stellt laut dem Wissenschaftler den Höhepunkt der technischen „Kunstfertigkeiten“ dar. Die Linien sind feiner ausgeführt, und man versuchte die Bewegtheit der Tiere darzustellen. Besonders betont wurden die sehr kurzen Beine und der Körper, die im Verhältnis zum Kopf zu groß erscheinen. Auch ist die markante Rückenlinie, die im Stil II konsequent bei jeder Tierart eingehalten wurde, nun abgeschwächt und individuell umgesetzt worden. Die Geweihe und Hörner sind zu ca. 75 % in der „halbverdrehten“ Perspektive wiedergegeben. Zu den häufigsten Abbildungen zählen Bison und Pferd, die meist in Kombination auftreten. Begleitet werden sie von weiteren „Nebentieren“: in Lascaux von einem Hirsch und in Pech Merle von einem Mammut. Die Zeichen, die immer bei den Tiergruppen erscheinen, sind vorwiegend tektiform wie in La Mouthe und in Lascaux (hier sind auch die schachbrettförmigen Zeichen zu nennen, die mit verschiedenen Farben ausgemalt wurden). In dieser Phase stehen auch die Menschenabbildungen immer in einem engen Bezug zu den abgebildeten Tieren und anderen Zeichen. Die Schachtszene in der Höhle von Lascaux mit dem verwundeten Bison und der menschlichen Gestalt ist ein Beispiel für diese Tradition. Weitergeführt werden auch die Handnegative und -positive, wie in Pech Merle, El Castillo und Rocamadour. Datiert wird die Stilphase aufgrund der beiden Fundstellen Roc-de Sers und Bourdeilles in das Solutréen und das frühe Magdalénien. Leroi-Gourhan unterteilt diese Phase in vier regionale Gruppen, die sich in einigen Elementen der Darstellungsweisen unterscheiden: im Périgord, im Lot, in Kantabrien und im Ardèche-Tal.
Stil IV
Der vierte Stil stellt den größten Teil der erhaltenen Kunstwerke dar (ca. 78 %), wobei die mobilen Gegenstände diese Phase besonders prägen und eine Unterteilung in eine frühe und späte Phase erlauben. Leroi-Gourhan datiert den frühen Stil in das mittlere Magdalénien III und IV, die spätere Phase in das Magdalénien V und VI, doch erwähnt er in seiner Monografie, dass es ebenfalls Abweichungen dieser Unterteilung gibt wie in der Drei-Brüder-Höhle und in Les Combarelles.
Die Umrisslinien zeigen das abgebildete Tier in einer sehr realistischen Weise, sodass die Haltung und Bewegung des Tieres deutlich hervorgehoben wird. Hörner und Geweihe werden in ihrem natürlichen Aussehen wiedergegeben. Pferdedarstellungen besitzen eine sehr geschwungene Bauchpartie und zwei Linien auf den Schultern. Bisons, meist mit einem behaarten Kopf, weisen ein „Dreieck“ an den Lenden auf. Diese Details lassen sich auf einem Gebiet von Arcy-sur-Cure bis nach Kantabrien antreffen. Begleitet werden diese Tiere von verschiedenen Zeichen, die Leroi-Gourhan den zwei Unterphasen zuweist, aber auch betont, dass es regionale Unterschiede gibt. Zunächst entwickeln sich aus den rechteckigen Zeichen (vornehmlich mit weiblichen Symbolen) „echte“ tektiforme Zeichen. Zur selben Zeit treten die Wundzeichen auf wie in Niaux, doch entwickeln sich aus diesen ovale Symbole zum Beispiel in der Drei-Brüder-Höhle.

## Maltechniken
Da die Menschen der ausgehenden Altsteinzeit „schon perspektivisch zeichnen [konnten], verschiedene Maltechniken kannten und das Verhalten von Tieren naturgetreu wiederzugeben vermochten“, wird in expliziter Weise von Malerei gesprochen. Neben der auf Farbauftrag konzentrierten Höhlenmalerei wurden im selben Zeitraum auch Petroglyphe angefertigt. Durch die Vereinfachung der Motive auf wenige Striche handelt es sich bei Höhlenmalereien überwiegend um Zeichnungen.
Als Anstrichmittel wurden Eisenoxidpigmente für rote und Manganoxide oder Holzkohle für schwarze Farben verwendet. Durch unterschiedlich erhitzten Ocker konnte die Farbpalette vergrößert werden, doch wird im Allgemeinen angenommen, dass auch diverse Gesteine, Erze und Feldspat sowie Blut, Kalkstein, Pflanzenharz, Milch und Pflanzensäfte zur Farbherstellung benutzt wurden. Das aus diesen Rohstoffen gewonnene Material, vermutlich in Puderform, wurde mit Wasser, Speichel oder Fetten vermischt und anschließend mit verschiedenen Techniken auf die Wandflächen aufgetragen. Neben Pinseln aus angekauten Zweigen, Stempeln und den eigenen Fingern wurde die Farbe mithilfe des Mundes oder eines Röhrchens auf die Fläche gesprüht. Bei diesem Vorgang wurden teilweise Schablonen oder auch die Hände so eingesetzt, dass „saubere Kanten“ beim Auftragen entstanden sind. In der Chauvet-Höhle wurde die Verwischtechnik angewandt. Flachreliefs entstanden durch das Abmeißeln der umliegenden Fläche. Die Höhlenmaler bezogen teilweise die dreidimensionale Wirkung von Rissen und Vorsprüngen des Felsuntergrunds in das Bild mit ein (zum Beispiel in Font-de-Gaume und in der Höhle von Altamira). Auffallend häufig treten Überschneidungen auf, die in der Forschung verschieden ausgelegt werden. Zu den weiteren Hilfsmitteln zählen Steinlampen, die unter anderem mit Tierfett und einem Wacholderzweig-Docht Licht in die dunkle Höhle brachten, und Feuersteingeräte wie Kratzer, Stichel oder auch Klingen, mit denen die Gravierungen ausgeführt wurden. In Lascaux haben sich Spuren von Gerüsten und Seilen erhalten, doch könnten auch weitere Personen dem Maler geholfen haben, die höher gelegenen Stellen zu bemalen.
Elektronenrastermikroskopie und Mikrosondentechnik dienen zur Analyse der chemischen Bestandteile von Farbaufträgen.

## Handnegative

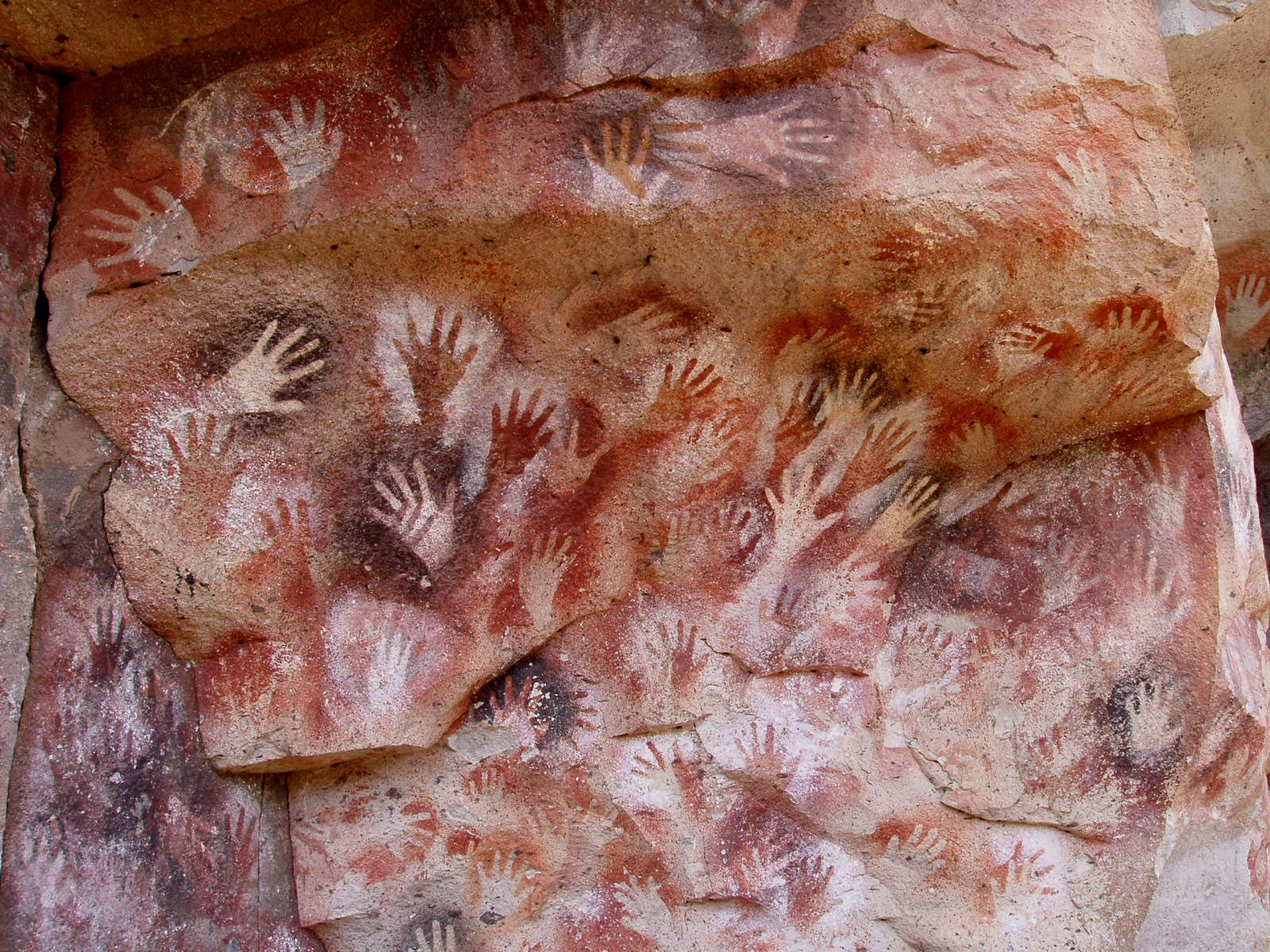
Handnegative in der Cueva de las Manos in Argentinien

### Technik
Meist wird die Hand als Schablone auf die Wand gelegt, und mit der oben beschriebenen Versprühtechnik wird Farbe aus Holzkohle, Rötel oder Ocker, mit Wasser angerührt, auf die Wand gesprüht. Handnegative, die durch scheinbar fehlende Fingerglieder auffallen, lassen sich mit einer Modifikation der „Schablone Hand“ durch Beugen der betreffenden Fingergelenke, zum Beispiel im Sinne einer Zeichensprache, oder durch einen Zustand nach ritueller oder medizinisch indizierter Finger(teil)amputation erklären – wie in der französischen Höhle von Gargas (Südpyrenäen) und in der spanischen Maltravieso-Höhle (Extremadura). Der Fund mehrerer isolierter Fingerglieder in Gravettien-Schichten der polnischen Obłazowa-Höhle (Westkarpaten) wird als Hinweis auf rituelle Verstümmelungen an diesem Ort diskutiert.

### Urheberschaft
Lange ging die Wissenschaft davon aus, dass in den Malereien Männer ihre Jagderfahrungen künstlerisch umgesetzt hatten, doch dafür gab es keine Beweise. Der Archäologe Dean Snow von der Pennsylvania State University analysierte Handabdrücke aus acht französischen und spanischen Steinzeithöhlen, darunter der El-Castillo-Höhle und fand heraus: Etwa drei Viertel aller farbigen Hände stammen von Frauen, und es finden sich auch zahlreiche Handabdrücke von Kindern und Jugendlichen.

### Datierung
Sämtliche nach der Radiokarbonmethode datierten Handnegative stammen aus den Gravettien. Eine davon abweichende Datierung der Handnegative aus der Chauvet-Höhle in die vorangehende Epoche des Aurignacien wurde durch eine Nachuntersuchung revidiert. Die bekanntesten Fundstellen sind die Chauvet-Höhle, die Höhle Pech Merle, die Cosquer-Höhle und die Höhle von Gargas.
Die Handnegative der Cueva de las Manos in Argentinien sind wesentlich jünger als ihre europäischen Pendants (7.000 bis 1.000 v. Chr.).

## Liste der Fundorte mit Höhlenmalerei

### Fundorte in Europa
- Karte mit allen Koordinaten:
- OSM |
- WikiMap

Von den zahlreichen Bilderhöhlen in Frankreich (ca. 150) und Nordspanien (ca. 125) werden nachfolgend nur die wichtigsten genannt. Eine ausführliche Darstellung siehe Frankokantabrische Höhlenkunst.
Frankreich
| Stil     | Höhle                                                                                     | Département      | Koordinaten                    | Beschreibung | Epoche/Alter                                                                                              | Zugänglichkeit                                                    |
| -------- | ----------------------------------------------------------------------------------------- | ---------------- | ------------------------------ | --- | --- | ----------------------------------------------------------------- |
| Stil I   | Abri Cellier                                                                              | Dordogne         | 44° 59′ 31,7″ N, 1° 3′ 13,6″ O | gravierte Platten | im untersten Aurigancien-Horizont                                                                         | nicht öffentlich zugänglich                                       |
| Stil I   | Le Ruth                                                                                   | Dordogne         | 44° 59′ 25,9″ N, 1° 3′ 8″ O    | gravierte Platten | im untersten Aurigancien-Horizont                                                                         | öffentlich zugänglich                                             |
| Stil I   | Abri Castanet                                                                             | Dordogne         | 44° 59′ 57,2″ N, 1° 6′ 5,1″ O  | gravierte Platten | Aurignacien I und II, 35.000–37.000 v. Chr.                                                               | nicht öffentlich zugänglich                                       |
| Stil I   | Abri de Belcayre                                                                          | Dordogne         |                                | eine gravierte Platte | |                                                                   |
| Stil I   | La Ferrassie                                                                              | Dordogne         | 44° 57′ 6,5″ N, 0° 56′ 17″ O   | gravierte Platten | aus dem Aurignacien IV                                                                                    | öffentlich zugänglich                                             |
| Stil II  | Laussel                                                                                   | Dordogne         | 44° 56′ 50″ N, 1° 6′ 25″ O     | vier Reliefs weiblicher Figuren und einer männlichen Figur, ein steinerner Phallus und die Plastik einer ithyphallischen Person                                                   | Venus von Laussel (Venus à la corne) ist ca. 25.000 Jahre alt                                             | öffentlich zugänglich                                             |
| Stil II  | Pair-non-Pair                                                                             | Gironde          | 45° 2′ 20,3″ N, 0° 30′ 6,4″ W  | mehrere Felsgravierungen | vor 33.000 bis 26.000 Jahren                                                                              | öffentlich zugänglich                                             |
| Stil II  | La Grèze                                                                                  | Dordogne         | 44° 57′ N, 1° 8′ O (Marquay)   | Gravierungen und eine jüngere Bisondarstellung | |                                                                   |
| Stil II  | La Mouthe                                                                                 | Dordogne         |                                | vier Rinder und ein Pferd (Gravierungen) | | nicht öffentlich zugänglich                                       |
| Stil II  | Gorge d’Enfer                                                                             | Dordogne         |                                | Gravierungen schlecht erhalten, Fisch in Hochrelief (1,05 m) | |                                                                   |
| Stil II  | Höhle von Gargas                                                                          | Hautes-Pyrénées  | 43° 3′ 19″ N, 0° 32′ 10″ O     | Handnegative, gravierte Steinplatten, Ausgestaltung der Zonen „Mäander“ und ein Teil des „Divertikels“, gravierte Zeichen und die „Muschel“; (Entdeckung von Höhlengemälden 1902) | rund 25.000 Jahre alt                                                                                     | öffentlich zugänglich                                             |
| Stil II  | Höhle von Cussac                                                                          | Dordogne         |                                | (Entdeckung 2000) | rund 28.000 Jahre alt                                                                                     |                                                                   |
| Stil III | Roc-de-Sers                                                                               | Charente         | 45° 34′ 30″ N, 0° 19′ 46″ O    | Werkzeuge, Parietalkunst | Aurignacien, Solutréen                                                                                    | öffentlich zugänglich                                             |
| Stil III | Bourdeilles bzw. Fourneau du Diable                                                       | Dordogne         | 45° 20′ 4,5″ N, 0° 35′ 39″ O   | | |                                                                   |
| Stil III | Höhle von Lascaux                                                                         | Dordogne         | 45° 3′ 13,7″ N, 1° 10′ 15″ O   | | Alter zwischen 17.000 und 10.000 Jahre, Entdeckung 1940                                                   | nicht öffentlich zugänglich, Nachbildung Lascaux II               |
| Stil III | Le Gabillou                                                                               | Dordogne         |                                | | |                                                                   |
| Stil III | Villars-Höhle                                                                             | Dordogne         | 45° 26′ 32,1″ N, 0° 47′ 6,6″ O | | | öffentlich zugänglich                                             |
| Stil III | La Mouthe                                                                                 | Dordogne         |                                | | | nicht öffentlich zugänglich                                       |
| Stil III | Saint-Cirq                                                                                | Dordogne         | 44° 55′ 34″ N, 0° 58′ 3″ O     | | | öffentlich zugänglich                                             |
| Stil III | Pech Merle                                                                                | Lot              | 44° 30′ 29″ N, 1° 38′ 40″ O    | (Entdeckung 1922) | rund 20.000 Jahre alt                                                                                     | öffentlich zugänglich                                             |
| Stil III | Cougnac                                                                                   | Lot              |                                | | | öffentlich zugänglich                                             |
| Stil III | Le Portel                                                                                 | Ariège           |                                | | |                                                                   |
| Stil III | Höhle von Isturitz                                                                        | Basses-Pyrénées  | 43° 21′ 10″ N, 1° 12′ 22″ W    | | | öffentlich zugänglich                                             |
| Stil IV  | Bernifal                                                                                  | Dordogne         | 44° 55′ 52″ N, 1° 4′ 3″ O      | | | öffentlich zugänglich                                             |
| Stil IV  | Limeuil (Fundstätte)                                                                      | Dordogne         | 44° 53′ 0″ N, 0° 53′ 18″ O     | | |                                                                   |
| Stil IV  | Höhle von Teyjat                                                                          | Dordogne         | 45° 35′ 10″ N, 0° 34′ 17″ O    | | |                                                                   |
| Stil IV  | Saut du Perron                                                                            | Loire            |                                | | |                                                                   |
| Stil IV  | La Colombière                                                                             | Ain              |                                | | |                                                                   |
| Stil IV  | Angles-sur-l’Anglin                                                                       | Vienne           |                                | | |                                                                   |
| Stil IV  | La Chaire à Calvin                                                                        | Charente         |                                | | |                                                                   |
| Stil IV  | Saint-Germain-la-Rivière                                                                  | Gironde          |                                | | |                                                                   |
| Stil IV  | Le Cap Blanc (Abri)                                                                       | Dordogne         | 44° 56′ 44″ N, 1° 5′ 49″ O     | | | öffentlich zugänglich                                             |
| Stil IV  | Commarque                                                                                 | Dordogne         |                                | | |                                                                   |
| Stil IV  | Abri Reverdit                                                                             | Dordogne         | 44° 59′ 53″ N, 1° 6′ 4″ O      | | | öffentlich zugänglich                                             |
| Stil IV  | La Magdelaine                                                                             | Tarn             |                                | | | nicht öffentlich zugänglich                                       |
| Stil IV  | Les Combarelles                                                                           | Dordogne         | 44° 56′ 37″ N, 1° 2′ 32″ O     | | | öffentlich zugänglich                                             |
| Stil IV  | Font-de-Gaume                                                                             | Dordogne         | 44° 56′ 5″ N, 1° 1′ 44″ O      | | | öffentlich zugänglich                                             |
| Stil IV  | La Mouthe                                                                                 | Dordogne         |                                | | | nicht öffentlich zugänglich                                       |
| Stil IV  | Höhle von Rouffignac                                                                      | Dordogne         | 45° 0′ 31″ N, 0° 59′ 16″ O     | | | öffentlich zugänglich                                             |
| Stil IV  | Arcy-sur-Cure                                                                             | Yonne            |                                | Tierdarstellungen (Entdeckung der Malereien 1990) | | öffentlich zugänglich                                             |
| Stil IV  | Pergouset                                                                                 | Lot              |                                | | |                                                                   |
| Stil IV  | Labastide                                                                                 | Hautes-Pyrénées  |                                | | | öffentlich zugänglich                                             |
| Stil IV  | Le Portel                                                                                 | Ariège           |                                | | |                                                                   |
| Stil IV  | Höhle von Niaux                                                                           | Ariège           | 42° 49′ 15″ N, 1° 35′ 37″ O    | Erforschung seit 1906 | ca. 14.000–13.000 Jahre alt                                                                               | öffentlich zugänglich                                             |
| Stil IV  | Grotte Les Trois-Frères                                                                   | Ariège           | 43° 1′ 56″ N, 1° 12′ 42″ O     | | | nicht öffentlich zugänglich                                       |
| Stil IV  | Höhle von Tuc d’Audoubert                                                                 | Ariège           | 43° 1′ 56″ N, 1° 12′ 8″ O      | | | nicht öffentlich zugänglich                                       |
| Stil IV  | Höhle von Mas d’Azil                                                                      | Ariège           | 43° 4′ 10″ N, 1° 21′ 17″ O     | | | öffentlich zugänglich                                             |
| Stil IV  | Montespan                                                                                 | Haute-Garonne    |                                | | |                                                                   |
|          | La Marche                                                                                 |                  |                                | | |                                                                   |
|          | Chauvet-Höhle                                                                             | Ardèche          | 44° 21′ 0″ N, 4° 29′ 24″ O     | über 400 Einzelbilder, (Entdeckung 1994 durch Jean-Marie Chauvet) | Datierung der älteren Gruppe zwischen 33.000–30.000 Jahren BP, der jüngeren Gruppe 27.000–22.000 Jahre BP | nicht öffentlich zugänglich, Nachbildung Grotte Chauvet 2 Ardèche |
|          | Cosquer-Höhle                                                                             | Bouches-du-Rhône | 43° 12′ 10″ N, 5° 26′ 57″ O    | der Eingang liegt 37 Meter unter dem Meeresspiegel; Zeichnungen von Seehunden, Fischen und großen Meeresvögeln (Entdeckung 1985 durch Henri Cosquer)                              | ca. 27.000 Jahre alt                                                                                      | nicht öffentlich zugänglich                                       |
|          | Grotte d’Aurignac                                                                         | Haute-Garonne    | 43° 13′ 21″ N, 0° 51′ 55″ O    | | | öffentlich zugänglich                                             |
|          | La Madeleine                                                                              | Dordogne         | 44° 58′ 1″ N, 1° 2′ 11″ O      | Steppenwisent auf Elfenbein | Magdalénien                                                                                               | nicht öffentlich zugänglich                                       |
|          | Grotte de Gouy                                                                            | Seine-Maritime   | 49° 21′ 40″ N, 1° 7′ 49″ O     | Kreideschnitzereien | 12.050 ± 130 Jahre v. Chr.                                                                                |                                                                   |
|          | Bayol-Höhle                                                                               | Gard             | 43° 57′ N, 4° 29′ O            | Malereien | fast 20000 Jahre alt                                                                                      |                                                                   |
|          | Höhle von Enlène                                                                          | Ariège           | 43° 1′ 51″ N, 1° 13′ 2″ O      | sehr reich an Kleinkunstobjekten „art mobilier“/ Alltagskunst und gravierten Sandsteinplaketten (Bodenfliesen?, Schneidebrettchen?).                                              | Magdalénien, Gravettien                                                                                   | nicht öffentlich zugänglich                                       |
|          | Höhle von Font-Bargeix, Puyrignac, La Grange aux Putes (Champeaux-et-la-Chapelle-Pommier) | Dordogne         | 45° 28′ N, 0° 35′ O            | | |                                                                   |
|          | Höhle von Jovelle                                                                         | Dordogne         | 45° 21′ 37″ N, 0° 25′ 48″ O    | Ritzzeichnungen eines Mammuts, eines Steinbocks und eines Pferdes | |                                                                   |
|          | Rochereil                                                                                 | Dordogne         | 45° 18′ 8,3″ N, 0° 32′ 6,5″ O  | 4000 Steinartefakt- und Knochenfunde, Grabstätte eines männlichen Erwachsenen | Magdalénien VI, Azilien                                                                                   |                                                                   |
|          | Laugerie-Basse                                                                            | Dordogne         | 44° 57′ 3,5″ N, 0° 59′ 57″ O   | mehrere Kunstwerke | Magdalénien                                                                                               | öffentlich zugänglich                                             |
|          | Höhle von Puymartin (bei Marquay)                                                         | Dordogne         | 44° 57′ N, 1° 8′ O (Marquay)   | | |                                                                   |
|          | Gisement préhistorique moustérien de la Gane bei Groléjac                                 | Dordogne         | 44° 49′ N, 1° 18′ O (Groléjac) | Prähistorischer Abri - Monument historique | Moustérien                                                                                                |                                                                   |

Nordspanien
Stil II
- Los Hornos (Kantabrien)

Stil III
- Las Chimeneas (Kantabrien)
- Höhle von Altamira (Kantabrien) – über 150 Wandbilder, die zwischen 14.000 und 16.000 Jahre alt sind; (Entdeckung 1868)
- La Pasiega (Kantabrien)
- El-Castillo-Höhle (Kantabrien)
- Cueva de Covalanas (Kantabrien)
- La Haza (Kantabrien)

Stil IV
- La Cullalvera (Kantabrien)
- Altamira (Kantabrien)
- El Pindal (Asturien)
- Las Monedas (Santander)
- Höhle von Ekain (Guipúzcoa, Baskenland)
- Höhle von Altxerri (bei San Sebastián, Baskenland)

Italien
- Grotta del Genovese auf Levanzo
- Addaura-Höhlen im Monte Pellegrino bei Palermo

Russland
- Höhle von Kapowa und Höhle von Ignatjewka, Ural – etwa 16.000 Jahre alt

Bulgarien
- Magura (Höhle) – etwa 8- 10.000 Jahre alt

### Fundorte in Afrika
Die Felskunst der Sahara gehört nicht mehr zur Eiszeitkunst, da sie ausschließlich im Holozän entstand. Sie weist jedoch einige formale Parallelen vor allem zur mesolithischen und spätneolithischen Kunst Ostspaniens und Italiens auf und ist in ihrer späteren Phase neolithisch. Auch die Felskunst im übrigen Afrika, die wie die der Sahara fast nie Höhlenkunst ist, entstand nach der Letzten Kaltzeit und ist nur der Kulturstufe nach paläolithisch.
Ägypten
- Oase Charga
- Region von Uweinat und im Gilf el-Kebir in der Sahara: Höhle der Bestien und Höhle der Schwimmer, letztere entdeckt durch Ladislaus Almásy, dargestellt sind Tiere und Menschen und diese sogar als Schwimmer.

Algerien
- Tassili n'Ajjer – über 15.000 Felsbilder, zwischen 12.000 und 8000 Jahre alt (Entdeckung 1933), UNESCO-Weltkulturerbe
- Oued de Lechou
- Hoggar

Libyen
- Tadrart Acacus (Weltkulturerbe)

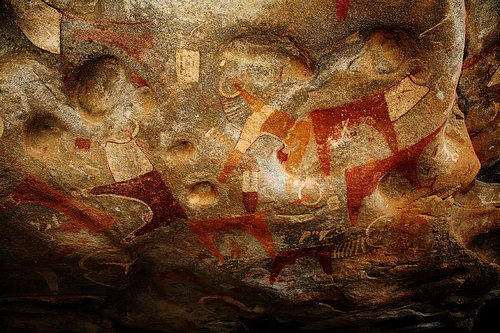
Höhlenmalerei in Laas Geel

- Messak Settafet (Entdeckung durch Heinrich Barth, 1850)

Marokko
- Höhle D’Ifri N’Ammar, 12.–14. Jahrtausend v. Chr.

Somalia
- Laas Geel
- Dhambalin
- Gaanlibah
- Karinhegane

Namibia
- The White Lady
- Brandberg mit über 40.000 Bildern
- Apollo-11-Höhle mit dem ältesten Felsbild Afrikas (25.000 Jahre)
- Phillips-Höhle

Südafrika
- Drakensberge

### Fundorte in Amerika
Mexiko
- Sierra de San Francisco
- Sierra de Guadalupe nahe Mulegé

Brasilien
- Nationalpark Serra da Capivara

Argentinien
- Cueva de las Manos

### Fundorte in Asien, Australien und Ozeanien

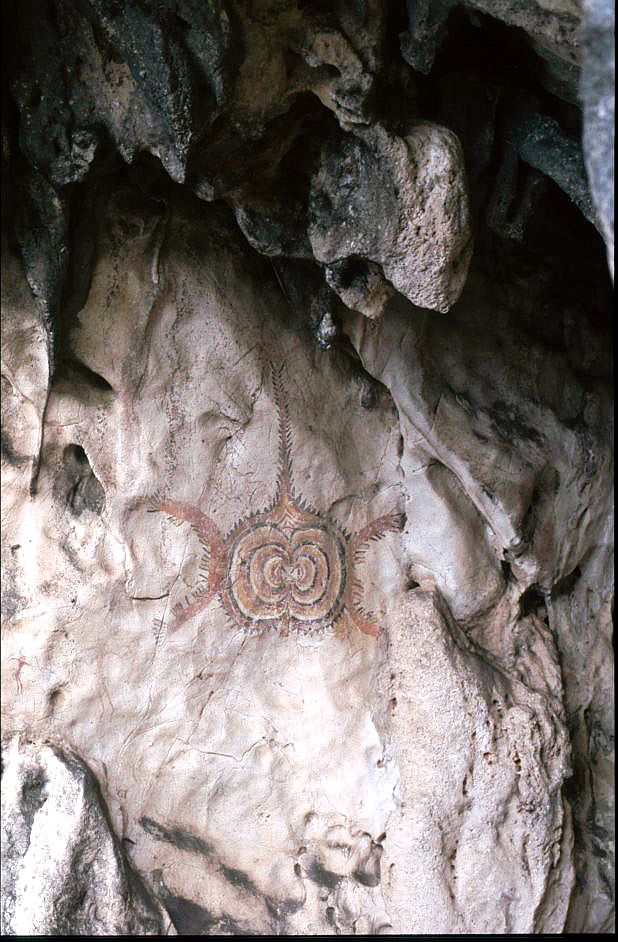
Ile Kére Kére, Osttimor

- Bemalte Höhlen in Ostkalimantan (Indonesien)
- Höhlen im Maros-Pangkep Karst (Sulawesi, Indonesien)
- Ile Kére Kére (Osttimor)
- Uluṟu (früher „Ayers Rock“) (Australien)
- Kakadu-Nationalpark (Australien)
- Fels Cave (Vanuatu, Ozeanien)

## Museen
- Thoth, Departement Dordogne, Frankreich
- Ariège, Frankreich
- Oviedo, Spanien
- Ekainberri, Spanien
- Deutsches Museum, München – Nachbildung der Höhle von Altamira
- Museum für die Archäologie des Eiszeitalters, Schloss Monrepos, Neuwied – gravierte Schieferplatten des Fundplatzes Gönnersdorf

## Belege
1. ↑  Adhi Agus Oktaviana et al.: Narrative cave art in Indonesia by 51,200 years ago. In: Nature. Online-Vorabveröffentlichung vom 3. Juli 2024, doi:10.1038/s41586-024-07541-7.
2. ↑  Adam Brumm et al.: Oldest cave art found in Sulawesi. In: Science Advances. Band 7, Nr. 3, 2021, eabd4648, doi:10.1126/sciadv.abd4648.
 Älteste Höhlenmalerei der Welt entdeckt. Auf: faz.net vom 14. Januar 2021.
 World's oldest known cave painting found in Indonesia. Auf: theguardian.com vom 13. Januar 2020.
3. ↑  Amy McDermott: News Feature: What was the first “art”? How would we know? In: PNAS. Band 118, Nr. 44, e2117561118, doi:10.1073/pnas.2117561118.
4. ↑  Maxime Aubert et al.: Earliest hunting scene in prehistoric art. In: Nature. Band 576, 2019, S. 442–445, doi:10.1038/s41586-019-1806-y.
5. ↑  65.000 Jahre alte Neandertaler-Höhlenmalerei. 2. August 2021, abgerufen am 2. August 2021 (deutsch).
6. ↑  Spanien: Forscher finden 65.000 Jahre alte Neandertaler-Höhlenmalerei. In: Der Spiegel. Abgerufen am 3. August 2021.
7. ↑  Africa Pitarch Martí, João Zilhão, Francesco d’Errico, Pedro Cantalejo-Duarte, Salvador Domínguez-Bella: The symbolic role of the underground world among Middle Paleolithic Neanderthals. In: PNAS. Band 118, Nr. 33, 2. August 2021, ISSN 0027-8424, doi:10.1073/pnas.2021495118 (pnas.org [abgerufen am 3. August 2021]).
8. ↑  Weltweit älteste Höhlenmalerei entdeckt. Auf: welt.de vom 14. Mai 2012.
9. ↑  Code der Götter: Botschaften aus der Eiszeit (Memento vom 3. Dezember 2016 im Internet Archive) Terra X, 31. August 2008.
10. ↑  Schamanen in der Höhlenwelt: Bildergeschichten und Gegenstände mit spiritueller Symbolkraft (Memento vom 3. Dezember 2016 im Internet Archive) Terra X, 31. August 2008.
11. ↑  The prehistory of the mind: A search for the origins of art, religion, and science. London 1996, ISBN 0-500-05081-3.
12. ↑  André Leroi-Gourhan: Treasures of Prehistoric Art. Abrams, New York 1967.
13. ↑  André Leroi-Gourhan: Le Symbolisme des Grandes Signes dans l’art Parietal Paléolithiques. In: Bulletin de la Société Préhistorique Française. 55 (3), 1958, S. 307–321.
14. ↑  Leroi-Gourhan 1971, S. 245ff.
15. ↑  Leroi-Gourhan 1971, S. 248.
16. ↑  Leroi-Gourhan 1971, S. 248–250.
17. ↑  Leroi-Gourhan 1971, S. 250–253.
18. ↑  Leroi-Gourhan 1971, S. 382.
19. ↑  Jean Clottes: Kunst im Morgenlicht der Menschheit. In: Reinhard Breuer u. a.: Moderne Archäologie. (= Spektrum der Wissenschaft Spezial, Jg. 12. H. 2). Spektrum der Wissenschaft VG, Heidelberg 2003, S. 6–9.
20. ↑  Paweł Valde-Nowak: Obłazowa Cave: New light on Gargas-Hands? Hugo Obermaier-Gesellschaft für Erforschung des Eiszeitalters und der Steinzeit e. V.: Proceedings of the 45th Annual Congress, Santander 2003.
21. ↑  Hubert Filser: Gender-Forschung: Starke Frauen. In: Süddeutsche Zeitung. Nr. 28, 3./4. Februar 2018, S. 34.
22. ↑  Paul Pettitt et al.: New views on old hands: the context of stencils in El Castillo and La Garma caves (Cantabria, Spain). In: Antiquity. Band 88, Nr. 339, 2014, S. 47–63, doi:10.1017/S0003598X00050213 
 Hohe Frauenquote. Menschen der Altsteinzeit bedeckten Höhlenwände mit Zeichen und Bildern. Auf: wissenschaft.de vom 19. August 2014
23. ↑  J. Combier, G. Jouve: Chauvet cave’s art is not Aurignacian: a new examination of the archaeological evidence and dating procedures. In: Quartär. Band 59, 2012, S. 131–152. doi:10.7485/QU59_05
24. ↑  Émile Cartailhac, Henri Breuil: Gargas, Cne D’Aventignan (Hautes-Pyrénées). In: L’Anthropologie. XXI, 1910, S. 129–150.